# Deiòtar Filadelf
Deiòtar Filadelf (en grec antic: Δηιόταρος Φιλάδελφος) fou un fill de Càstor de Galàcia, que era net o gendre de Deiòtar I, i besnet d'aquest darrer.
Va ser el darrer rei de Paflagònia. Se suposa que va succeir al seu pare Càstor l'any 36 aC, però no va rebre totes les seves possessions, atès que la Galàcia va passar a Amintes, a qui Marc Antoni va donar aquest i altres territoris. A la seva mort i la d'un Pilemenes V, probablement un fill menor, la dinastia es va extingir.